# Drasteria axuana
Drasteria axuana là một loài bướm đêm trong họ Erebidae.